# Красная Пахра (парк)
Парк «Красная Пахра» — спортивно-досуговый парк, расположен в поселении Краснопахорское. Был открыт 5 ноября 2013 года. Площадь зоны отдыха — 12 га.
На территории «Красной Пахры» расположены: волейбольная площадка, теннисный корт, фyтбольное поле с искусственным покрытием, площадка для воркаута, площадка с тренажерами, двухкилометровая лыжная трасса (летом — велосипедная дорожка), шахматные столы, столовая.
Рядом расположен спортивно-оздоровительный лагерь школы олимпийского резерва, ремонтно-механический завод «Краснопахорский».

## Проект спортивно-оздоровительного парка
Проект планировки территории приняли на заседании Градостроительно-земельной комиссии Москвы в 2016 году. Парк «Красная Пахра» создадут на участке площадью 115 гектаров вдоль Калужского шоссе. Здесь находятся лесные массивы и долина реки Пахры.
По проекту планировки территория должна превратиться в крупный спортивно-оздоровительный парк с кемпингом для круглогодичного проживания, ледовым катком, физкультурно-оздоровительным комплексом, горнолыжным склоном и другими объектами для отдыха и занятий спортом.
Территорию завода «Краснопахорский» реорганизуют; планируется построить гостиницу, технопарк и магазины. Общая площадь застройки составит 169,4 тысячи квадратных метров.